# 調布市立上ノ原小学校
調布市立上ノ原小学校（ちょうふしりつうえのはらしょうがっこう）は、東京都調布市柴崎ある公立小学校。

## 沿革
- 1946年 滝坂小学校分校として創立。
- 1949年4月1日 神代村立上ノ原小学校に改称
- 1949年5月25日 開校式
- 1965年4月1日 分校であった野川小学校が独立
- 1978年11月1日 柏野小学校